# Inline-Speedskating-Weltmeisterschaften 1996
Die Inline-Speedskating-Weltmeisterschaften wurden im italienischen Mirano (Bahn) und Padua (Straße) ausgetragen. Die Bahn-Wettkämpfe fanden vom 30. August bis 2. September 1996 und die Straße-Wettkämpfe vom 5. bis 9. September 1996 statt.
Die erfolgreichsten Teilnehmer waren Valentina Belloni mit vier Goldmedaillen bei den Frauen und Chad Hedrick mit sieben Goldmedaillen bei den Herren.

## Frauen
| Distanz                | Gold                                                        | Silber                                                 | Bronze                                                   |
| Bahn                   | Bahn                                                        | Bahn                                                   | Bahn                                                     |
| ---------------------- | ----------------------------------------------------------- | ------------------------------------------------------ | -------------------------------------------------------- |
| 300 m Einzelsprint     | Valentina Belloni                                           | Nicoletta Gallessi                                     | Gypsy Lucas                                              |
| 500 m Sprint           | Valentina Belloni                                           | Nicoletta Gallessi                                     | Gypsy Lucas                                              |
| 1500 m Sprint          | Julie Brandt                                                | Theresa Cliff                                          | Sandrine Plu                                             |
| 3000 m Massenstart     | Nicoletta Gallessi                                          | Ya-Wen Chen                                            | Theresa Cliff                                            |
| 5000 m Punkte          | Theresa Cliff                                               | Cheryl Ezzell                                          | Rosana Sastre                                            |
| 10000 m Ausscheidung   | Cheryl Ezzell                                               | Theresa Cliff                                          | Debra Beveridge                                          |
| 5000 m Staffel         | Vereinigte Staaten Julie Brandt Theresa Cliff Cheryl Ezzell | Italien Simona Vesprini Tina Bosica Nicoletta Gallessi | Frankreich Sandrine Plu Valerie Dieumegard Caroline Jean |
| Straße                 |                                                             |                                                        |                                                          |
| 300 m Einzelsprint     | Valentina Belloni                                           | Nora Vega                                              | Sophie Deschamps                                         |
| 500 m Sprint           | Valentina Belloni                                           | Viviana Calle                                          | Eva Maria Richardson                                     |
| 1500 m Sprint          | Anja Decoster                                               | Christina Sanfratello                                  | Sandrine Plu                                             |
| 3000 m Massenstart     | Sheila Herrero                                              | Sandrine Plu                                           | Tina Bosica                                              |
| 5000 m Punkte          | Sandrine Plu                                                | Antonella Mauri                                        | Theresa Cliff                                            |
| 10000 m Ausscheidung   | Antonella Mauri                                             | Sandrine Plu                                           | Theresa Cliff                                            |
| Langstrecke            |                                                             |                                                        |                                                          |
| 21097,5 m Halbmarathon | Sandrine Plu                                                | Cheryl Ezzell                                          | Marcela Caceres                                          |

## Männer
| Distanz              | Gold                                                     | Silber                                                               | Bronze                                                   |
| Bahn                 | Bahn                                                     | Bahn                                                                 | Bahn                                                     |
| -------------------- | -------------------------------------------------------- | -------------------------------------------------------------------- | -------------------------------------------------------- |
| 300 m Einzelsprint   | Keith Turner                                             | Alessio Gaggioli                                                     | Ippolito Sanfratello                                     |
| 500 m Sprint         | Keith Turner                                             | Chad Hedrick                                                         | Ippolito Sanfratello                                     |
| 1500 m Sprint        | Derek Parra                                              | Chad Hedrick                                                         | Jorge Botero                                             |
| 5000 m Massenstart   | Chad Hedrick                                             | Derek Parra                                                          | Jorge Botero                                             |
| 10000 m Punkte       | Chad Hedrick                                             | Jorge Botero                                                         | Martin Escobar                                           |
| 20000 m Ausscheidung | Chad Hedrick                                             | Arnaud Gicquel                                                       | Jorge Botero                                             |
| 10000 m Staffel      | Vereinigte Staaten Chad Hedrick Derek Parra Keith Turner | Kolumbien Jorge Botero Josè Fernando Bustamanti Juan-Carlos Betancur | Italien Marco Giannini Gianluca Capretti Fabio Marangoni |
| Straße               |                                                          |                                                                      |                                                          |
| 300 m Einzelsprint   | Ippolito Sanfratello                                     | Carlos Alberto Penagos                                               | Keith Turner                                             |
| 500 m Sprint         | Ippolito Sanfratello                                     | Alessio Gaggioli                                                     | Anthony Dodd                                             |
| 1500 m Sprint        | Chad Hedrick                                             | Adrian Villegas                                                      | Ippolito Sanfratello                                     |
| 5000 m Massenstart   | Brayden Jones                                            | Scott Hiatt                                                          | Martin Escobar                                           |
| 10000 m Punkte       | Chad Hedrick                                             | Arnaud Gicquel                                                       | Martin Escobar                                           |
| 20000 m Ausscheidung | Chad Hedrick                                             | Jorge Botero                                                         | Martin Escobar                                           |
| Langstrecke          |                                                          |                                                                      |                                                          |
| 42195 m Marathon     | Derek Parra                                              | Renzo Cipriani                                                       | Wouter Heytens                                           |

## Medaillenspiegel
| Platz | Land               | Gold | Silber | Bronze | Gesamt |
| ----- | ------------------ | ---- | ------ | ------ | ------ |
| 1.    | Vereinigte Staaten | 15   | 8      | 6      | 29     |
| 2.    | Italien            | 8    | 7      | 5      | 20     |
| 3.    | Frankreich         | 2    | 4      | 4      | 10     |
| 4.    | Australien         | 1    | 0      | 2      | 3      |
| 5.    | Belgien            | 1    | 0      | 1      | 2      |
| 6.    | Spanien            | 1    | 0      | 0      | 1      |
| 7.    | Kolumbien          | 0    | 5      | 3      | 8      |
| 8.    | Argentinien        | 0    | 2      | 6      | 8      |
| 9.    | Taiwan             | 0    | 1      | 0      | 1      |
| 9.    | Schweiz            | 0    | 1      | 0      | 1      |
| 11.   | Chile              | 0    | 0      | 1      | 1      |